# 7e brigade (Libye)
Pour les articles homonymes, voir 7e brigade.
La 7e brigade d'infanterie (arabe : اللواء السابع مشاة), également surnommée Kaniyat, est un groupe armé libyen, actif lors de la deuxième guerre civile libyenne et basée dans la ville de Tarhounah.

## Histoire
Entre 2015 et 2020, la 7e brigade est basée dans la ville de Tarhounah. Lors de la deuxième guerre civile libyenne, Tarhounah est d'ailleurs la seule ville de l'ouest de la Libye à n'être contrôlée que par une seule milice. La brigade est dirigée par trois frères de la famille al-Kani, qui donnent au groupe le surnom de « Kaniyat ».
Avant 2015, la brigade est peu connue, mais au milieu de l'année 2017 elle commence à s'étendre vers la banlieue de Tripoli. Elle commence alors à revendiquer sa part dans le contrôle de l'aéroport international de Tripoli, ce qui provoque en août 2018 le début d'affrontements entre la 7e brigade et les brigades de Tripoli.
La 7e brigade reconnaît le Gouvernement d'union nationale (GNA) dirigé par Fayez el-Sarraj,. Mais en septembre 2018, lors de la bataille de Tripoli, le GNA et le Premier ministre Fayez el-Sarraj affirment que l'ordre de dissolution de la 7e Brigade avait été donné en avril 2018. Toutefois, selon RFI, ses combattants touchaient toujours leurs salaires en août 2018,. 
Selon Wolfram Lacher, chercheur à l’Institut allemand des affaires internationales et de sécurité (Stiftung Wissenschaft und Politik, SWP), la 7e brigade cherche à se donner l'apparence d'une force régulière mais ne serait en réalité qu'une alliance très hétérogène. Elle compte dans ses rangs un nombre important d'anciens militaires de l'armée de Kadhafi et bénéficie au cours de l'année 2018 du ralliement de divers groupes mécontents de la situation à Tripoli.
Début avril 2019, au moment de la bataille de Tripoli, la 7e brigade rallie l'Armée nationale libyenne (ANL) du maréchal Haftar. Mais après la défaite de l'ANL, Tarhounah passe sous le contrôle du GNA et la 7e brigade est expulsée de la ville. 
D'après l'AFP, la 7e brigade « fait régner la terreur » parmi les habitants de Tarhounah pendant la période où elle occupe la ville entre 2015 et 2020. Elle commet diverses exactions et élimine méthodiquement ses opposants. Entre l'été 2020 et l'été 2022, plus de 250 corps sont exhumés dans plusieurs charniers. Une mission d'enquête d'experts de l'ONU qualifie ces exactions de « crimes de guerre » et « crimes contre l'humanité ».